# Décès en juin 2017
Décès
- 2013
- 2014
- 2015
- 2016
- 2017
- 2018
- 2019
- 2020
- 2021

Pour une information complémentaire, voir la page d'aide.

| Date     | Nom                        | Activités | Âge | Source |
| -------- | -------------------------- | --- | --- | ------ |
| 1er juin | Armando da Silva Carvalho  | Poète et traducteur portugais. | 79  | (pt)   |
| 1er juin | Tankred Dorst              | Écrivain et dramaturge allemand. | 91  | (de)   |
| 1er juin | José Greci                 | Actrice italienne. | 76  | (en)   |
| 1er juin | Alois Mock                 | Homme politique autrichien, vice-chancelier (1987 - 1989), ministre des affaires étrangères (1987 - 1995).                                          | 82  | (de)   |
| 1er juin | Charles Simmons            | Romancier et journaliste américain. | 92  | (en)   |
| 1er juin | Sonja Sutter               | Actrice allemande. | 86  | (en)   |
| 1er juin | Tom Tjaarda                | Designer américain. | 82  | (en)   |
| 2 juin   | Gordon Christian           | Joueur américain de hockey sur glace, médaillé d'argent aux Jeux olympiques d'hiver de 1956.                                                        | 89  | (en)   |
| 2 juin   | Erich Gräßer               | Professeur d'université, théologien protestant et homme politique allemand.                                                                         | 89  | (de)   |
| 2 juin   | Léon Lemmens               | Évêque catholique belge. | 63  |        |
| 2 juin   | Jack O'Neill               | Surfeur américain, co-inventeur de la combinaison en Néoprène, fondateur de la marque d'articles de sports nautique O'Neill et militant écologiste. | 94  |        |
| 2 juin   | Peter Sallis               | Acteur de télévision britannique. | 96  | (en)   |
| 2 juin   | Antonio Sarabia            | Écrivain de polar mexicain. | 72  |        |
| 2 juin   | Jeffrey Tate               | Chef d'orchestre britannique. | 74  | (en)   |
| 2 juin   | Carlo Turcato              | Escrimeur italien, médaillé d'argent aux Jeux olympiques d'été de 1948.                                                                             | 95  | (it)   |
| 3 juin   | Christophe Otzenberger     | Acteur et réalisateur français. | 55  |        |
| 3 juin   | Niels Helveg Petersen      | Homme politique danois, ministre des Affaires étrangères (1993-2000).                                                                               | 78  | (da)   |
| 3 juin   | Jimmy Piersall             | Joueur américain de baseball. | 87  | (en)   |
| 4 juin   | Juan Goytisolo             | Écrivain espagnol. | 86  |        |
| 4 juin   | Patrick Masclet            | Homme politique français. | 65  |        |
| 4 juin   | Roger Smith                | Acteur et scénariste américain. | 84  | (en)   |
| 4 juin   | Pierre Verbrugghe          | Haut fonctionnaire français et source dénonçant l'affaire du Rainbow Warrior.                                                                       | 88  |        |
| 5 juin   | Marcos Coll                | Footballeur colombien. | 81  | (es)   |
| 5 juin   | Helen Dunmore              | Écrivaine britannique. | 64  | (en)   |
| 5 juin   | Victor Gold                | Journaliste et homme politique américain. | 88  | (en)   |
| 5 juin   | Anna Jókai                 | Écrivaine hongroise. | 84  | (hu)   |
| 5 juin   | Giuliano Sarti             | Footballeur italien. | 83  | (it)   |
| 5 juin   | Cheik Ismaël Tioté         | Footballeur ivoirien. | 30  | (en)   |
| 5 juin   | James Vance                | Scénariste de bande dessinée américain. | 64  | (en)   |
| 6 juin   | Jean-Jacques Delvaux       | Homme politique français. | 74  |        |
| 6 juin   | François Houtart           | Prêtre et sociologue belge. | 92  |        |
| 6 juin   | Bernard Jouanneau          | Avocat français. | 76  |        |
| 6 juin   | Adnan Khashoggi            | Homme d'affaires saoudien. | 81  |        |
| 6 juin   | Jean-Louis Latour          | Chanteur français. | 82  |        |
| 6 juin   | Walter Noll                | Mathématicien et physicien américain. | 92  | (en)   |
| 6 juin   | Sandra Reemer              | Chanteuse néerlandaise. | 66  | (en)   |
| 6 juin   | Márta Rudas                | Athlète de lancers de javelot hongroise, médaillée d'argent aux Jeux olympiques d'été de 1964.                                                      | 80  | (hu)   |
| 6 juin   | Keiichi Tahara             | Photographe japonais. | 65  |        |
| 6 juin   | Paul Zukofsky              | Violoniste américain. | 73  | (en)   |
| 7 juin   | Michel Maillard            | Footballeur français. | 64  |        |
| 7 juin   | Charles-Eugène Marin       | Médecin, psychiatre et homme politique canadien. | 91  |        |
| 7 juin   | Mireille Mossé             | Actrice française. | 59  |        |
| 7 juin   | Thierry Zéno               | Cinéaste et plasticien belge. | 67  |        |
| 8 juin   | Samir Azar                 | Homme politique libanais. | 77  |        |
| 8 juin   | Miguel d'Escoto Brockmann  | Diplomate nicaraguayen. | 84  | (en)   |
| 8 juin   | Lydie Dupuy                | Femme politique française. | 92  |        |
| 8 juin   | Glenne Headly              | Actrice américaine. | 62  | (en)   |
| 8 juin   | Ndary Lô                   | Sculpteur-plasticien sénégalais. | 56  |        |
| 8 juin   | Sam Panopoulos             | Restaurateur canadien. Inventeur de la pizza Hawaïenne                                                                                              | 83  |        |
| 8 juin   | Ernesto Puentes            | Musicien de musique cubaine. | 88  |        |
| 9 juin   | Lucien Israël              | médecin cancérologue français. | 91  |        |
| 9 juin   | Adam West                  | Acteur américain. | 88  |        |
| 11 juin  | David Fromkin              | Auteur, juriste et historien américain. | 84  | (en)   |
| 11 juin  | Rosalie Sorrels            | Chanteuse, guitariste et auteur-compositeur de musique folk américaine.                                                                             | 83  | (en)   |
| 12 juin  | Piotr Andrejew             | Scénariste et réalisateur polonais. | 69  | (pl)   |
| 12 juin  | Sam Beazley                | Acteur anglais. | 101 | (en)   |
| 12 juin  | Roland Brogli              | Homme politique suisse. | 66  | (de)   |
| 12 juin  | Jack Ong                   | Acteur américain. | 76  |        |
| 12 juin  | Masahide Ōta               | Homme politique et universitaire japonais. | 92  |        |
| 12 juin  | Jonas-Henrique Pessalli    | Footballeur brésilien. | 26  |        |
| 12 juin  | Charles P. Thacker         | Chercheur en informatique américain. | 74  | (en)   |
| 12 juin  | Karl-Heinz Weigang         | Entraîneur allemand de football. | 81  | (en)   |
| 13 juin  | Patricia Knatchbull        | Noble britannique, fille de Louis Mountbatten dernier vice-roi des Indes.                                                                           | 93  | (en)   |
| 13 juin  | Mauro Lessi                | Joueur de football italien. | 82  | (it)   |
| 13 juin  | Yōko Nogiwa                | Actrice japonaise. | 81  | (en)   |
| 13 juin  | Anita Pallenberg           | Mannequin et actrice italienne. | 73  | (en)   |
| 13 juin  | Pierre Papillaud           | Homme d'affaires français. | 81  |        |
| 13 juin  | Ulf Stark                  | Écrivain suédois. | 72  | (sv)   |
| 14 juin  | Ernestina Herrera de Noble | Éditrice et femme d'affaires argentine. | 92  | (en)   |
| 14 juin  | Jacques Foix               | Footballeur français. | 86  |        |
| 14 juin  | Hervé Ghesquière           | Journaliste français. | 54  |        |
| 14 juin  | Rob Gonsalves              | Peintre et illustrateur canadien. | 58  | (en)   |
| 14 juin  | Don Matthews               | Entraîneur-chef américain dans la ligue canadienne de football.                                                                                     | 77  |        |
| 14 juin  | Hein Verbruggen            | Responsable sportif néerlandais. | 75  |        |
| 15 juin  | Ibrahim Abouleish          | Médecin et chimiste égyptien. | 80  |        |
| 15 juin  | Alexeï Batalov             | Acteur, scénariste et réalisateur soviétique puis russe.                                                                                            | 88  | (ru)   |
| 15 juin  | Jacques Charpentier        | Compositeur et organiste français. | 83  |        |
| 15 juin  | Gérard Cholvy              | Historien français. | 84  |        |
| 15 juin  | Bill Dana                  | Acteur, scénariste et producteur américain. | 92  | (en)   |
| 15 juin  | James McCord               | Espion américain. | 93  | (en)   |
| 15 juin  | Danny Schock               | Joueur canadien de hockey sur glace. | 68  | (en)   |
| 16 juin  | John G. Avildsen           | Réalisateur américain. | 81  | (en)   |
| 16 juin  | Régis Boyer                | Historien français. | 84  |        |
| 16 juin  | Christian Cabrol           | Chirurgien cardiaque français. | 91  |        |
| 16 juin  | Stephen Furst              | Acteur américain. | 63  | (en)   |
| 16 juin  | Helmut Kohl                | Homme d'État allemand. | 87  |        |
| 16 juin  | Maurice Mességué           | Herboriste et écrivain français. | 95  |        |
| 16 juin  | Ren Rong                   | Homme politique et militaire chinois. | 99  | (zh)   |
| 17 juin  | Iván Fandiño               | Matador espagnol. | 36  |        |
| 17 juin  | Henry Game                 | Entraîneur de football anglais. | 93  | (nl)   |
| 17 juin  | Józef Grudzień             | Boxeur polonais, champion et médaillé d'argent olympique (1964, 1968).                                                                              | 78  | (pl)   |
| 17 juin  | Pierre Imhasly             | Écrivain, poète et traducteur suisse. | 77  | (de)   |
| 17 juin  | Baldwin Lonsdale           | Prêtre anglican et homme d'État vanuatais. | 67  | (en)   |
| 17 juin  | William S. Massey          | Mathématicien américain. | 96  | (en)   |
| 17 juin  | Maurice Matieu             | Peintre, éditeur et écrivain français. | 83  |        |
| 17 juin  | Omar Monza                 | Basketteur argentin. | 88  | (es)   |
| 17 juin  | Daniel Steyn               | Homme politique et ancien ministre sud-africain. | 94  | (en)   |
| 18 juin  | Pierluigi Chicca           | Sabreur italien. Médaillé de bronze par équipes aux Jeux olympiques d'été de 1960 et d'argent aux Jeux olympiques d'été de 1964 et 1968             | 79  | (it)   |
| 18 juin  | Françoise Janicot          | Artiste peintre, photographe, vidéaste et performeuse française.                                                                                    | 88  |        |
| 18 juin  | Eric Melville              | Joueur de rugby à XV sud-africain naturalisé français.                                                                                              | 55  |        |
| 19 juin  | Ivan Dias                  | Cardinal indien. Préfet de la Congrégation pour l'évangélisation des peuples du 20 mai 2006 au 10 mai 2011                                          | 81  | (en)   |
| 19 juin  | Tony DiCicco               | Joueur américain de soccer. | 68  | (en)   |
| 19 juin  | Zoltán Sárosy              | Joueur d'échecs canadien. | 110 | (en)   |
| 19 juin  | Otto Warmbier              | Étudiant américain emprisonné en Corée du Nord. | 22  |        |
| 20 juin  | Mervyn Crossman            | Joueur de hockey sur gazon australien, médaillé de bronze aux Jeux olympiques d'été de 1964.                                                        | 82  | (en)   |
| 20 juin  | René Farabet               | Auteur et metteur en scène français. | 83  |        |
| 20 juin  | Sergueï Mylnikov           | Joueur russe de hockey sur glace, champion aux Jeux olympiques d'hiver de 1988.                                                                     | 58  |        |
| 20 juin  | Prodigy                    | Rappeur américain. | 42  |        |
| 20 juin  | Fredrik Skagen             | Écrivain de romans policiers norvégien. | 80  | (no)   |
| 21 juin  | Iouri Drozdov              | Officier et espion soviétique. | 91  |        |
| 21 juin  | Jean-Pierre Kahane         | Mathématicien français. | 90  |        |
| 21 juin  | Steffi Martin              | Lugeuse est-allemande puis allemande. Championne olympique aux Jeux olympiques d'hiver de 1984 et aux Jeux olympiques d'hiver de 1988.              | 54  | (de)   |
| 21 juin  | Belton Richard             | Chanteur de musique cadienne. | 77  | (en)   |
| 21 juin  | Ludger Rémy                | Claveciniste allemand. | 68  | (en)   |
| 22 juin  | Mao Kobayashi              | Actrice et présentatrice japonaise. | 34  | (en)   |
| 22 juin  | Ketumile Masire            | Homme politique botswanais, président (1980-1998).                                                                                                  | 91  | (en)   |
| 23 juin  | Fulbert Géro Amoussouga    | Universitaire béninois. | 65  |        |
| 23 juin  | Jean Cuisenier             | Professeur de philosophie et ethnologue français.                                                                                                   | 90  |        |
| 23 juin  | Stefano Rodotà             | Juriste et homme politique italien. | 84  | (it)   |
| 23 juin  | Meir Zlotowitz             | Rabbin américain. | 73  |        |
| 24 juin  | Nils Nilsson               | Joueur de hockey sur glace suédois, médaillé d'argent aux Jeux olympiques d'hiver de 1964.                                                          | 81  | (sv)   |
| 24 juin  | Maurice Obréjan            | Premier lauréat du concours « bébé Cadum ». | 92  |        |
| 24 juin  | Claude C. Pierre           | Poète et enseignant haïtien. | 76  |        |
| 24 juin  | Véronique Robert           | Journaliste franco-suisse. | 54  |        |
| 25 juin  | Skip Homeier               | Acteur américain. | 86  | (en)   |
| 25 juin  | Félix Mourinho             | Footballeur puis entraîneur portugais. | 79  | (en)   |
| 25 juin  | Alain Senderens            | Chef cuisinier français. | 77  |        |
| 26 juin  | Claude Fagedet             | Photographe français. | 89  |        |
| 26 juin  | Isaías Pimentel            | Joueur de tennis vénézuélien. | 84  | (en)   |
| 26 juin  | Roland Rappaport           | Avocat des parties civiles au procès Barbie et du crash du Concorde                                                                                 | 83  |        |
| 26 juin  | Habib Thiam                | Homme d'État sénégalais. | 84  |        |
| 26 juin  | Guillermo Velasquez        | Arbitre colombien de football. | 83  | (es)   |
| 27 juin  | Geri Allen                 | Pianiste américaine. | 60  | (en)   |
| 27 juin  | Dušan T. Bataković         | Historien et diplomate serbe. | 60  |        |
| 27 juin  | Peter L. Berger            | Sociologue et théologien américain. | 88  | (en)   |
| 27 juin  | Michael Bond               | Auteur britannique de littérature pour la jeunesse (Ours Paddington).                                                                               | 91  | (en)   |
| 27 juin  | Pierre Combescot           | Journaliste et écrivain français. | 77  |        |
| 27 juin  | Paolo Limiti               | Auteur-compositeur italien. | 77  | (it)   |
| 27 juin  | Michael Nyqvist            | Acteur suédois. | 56  | (en)   |
| 27 juin  | Stéphane Paille            | Footballeur français. | 52  |        |
| 27 juin  | Valentín Pimstein          | Producteur chilien. | 91  | (es)   |
| 27 juin  | Ric Suggitt                | Entraîneur canadien de rugby à XV. | 58  | (en)   |
| 27 juin  | Suh Yun-bok                | Marathonien sud-coréen. | 94  | (en)   |
| 27 juin  | Moustapha Tlass            | Homme politique et militaire syrien. | 85  |        |
| 29 juin  | Nadine Basile              | Actrice française. | 86  |        |
| 29 juin  | Aline Hanson               | Femme politique française. | 67  |        |
| 29 juin  | Zbigniew Kwaśniewski       | Footballeur international polonais. | 69  | (pl)   |
| 29 juin  | John Monckton              | Nageur australien, médaillé d'argent aux Jeux olympiques d'été de 1956.                                                                             | 79  | (en)   |
| 29 juin  | Louis Nicollin             | Entrepreneur français et dirigeant du Montpellier Hérault Sport Club.                                                                               | 74  |        |
| 29 juin  | Dave Semenko               | Joueur canadien de hockey sur glace. | 59  |        |
| 30 juin  | Russ Adams                 | Photographe américain de tennis. | 86  | (en)   |
| 30 juin  | Darrall Imhoff             | Joueur américain de basket-ball, champion aux Jeux olympiques d'été de 1960.                                                                        | 78  | (en)   |
| 30 juin  | László Kovács              | Footballeur hongrois. | 66  | (hu)   |
| 30 juin  | Dihya Lwiz                 | Femme de lettres algérienne. | 32  |        |
| 30 juin  | Barry Norman               | Critique de cinéma et animateur de télévision britannique.                                                                                          | 83  | (en)   |
| 30 juin  | Simone Veil                | Femme politique française. | 89  |        |